# 大藍湖
《大藍湖》是一部2011年上映的香港電影，是導演兼編劇曾翠珊繼2008年《戀人路上》的第二部執導長片。電影由香港藝術發展局資助及香港藝術中心首次參與的電影長片拍攝計劃。由唐寧、周俊偉、覃恩美和歐瑋麟主演，以及蔣祖曼特別演出。首天上映僅有4516元票房。

## 剧情
《大藍湖》是對香港大自然和傳統文化的歌頌，亦是一齣寫實又夢幻的電影，藏著親情與愛情的線索，以細膩幽默的手法展現變化中的人和地。張麗儀（唐寧飾）年少離開村往外走，將青春歲月獻給海外和中國大陸的舞台工作，一心計劃在台上覓理想，至三十歲逼近眼前，卻突然失業，徬惶無助，最終事敗返港，跑回老家重整人生。
麗儀返回位於西貢蠔涌的老家，驚覺村落受時間洗禮已不如往昔，而闊別十年的母親（覃恩美飾）亦已年華老去，不復當年。麗儀重新投入簡樸自然的生活，守候在母親身邊，似是想追回過去十年的光陰，但郊外刻板平靜的世界，卻因為舊同學林進（周俊偉飾）的闖入而變得熱鬧起來。二人各自帶著情感的遺憾走遍村中角落，踏上尋愛旅程。短短的日子中充滿了、謊言、秘密與錯愛。最後片中各人都找到了各自的大藍湖，一個出現在心靈之中的大藍湖，重新學會放低與面對，迎接更多挑戰的未來。

## 角色
| 演員   | 角色     | 備註                               |
| 唐 寧  | 張麗儀   | 舞台劇演員，於西貢蠔涌村出生及成長 |
| 周俊偉 | 林 進    | 麗儀兒時好友                       |
| 覃恩美 | 麗儀媽媽 | 患上腦退化症                       |
| 曾 明  | 麗儀爸爸 |                                    |
| 楊尚斌 | 麗儀哥哥 |                                    |
| 歐瑋麟 | 林永恆   |                                    |
| 何嘉莉 | 林進太太 |                                    |
| 蔣祖曼 | 小 曼    |                                    |

## 獎項
第十八屆香港電影評論學會大獎推薦電影。
導演曾翠珊憑此部電影獲得第31屆香港電影金像獎最佳新晉導演獎，第7届香港电影导演会年度大奖年度新晉導演及第15屆上海國際電影節亞洲新人獎之評委會特別獎。

## 外部連結
- 大藍湖的Facebook專頁
- 開眼電影網上《大藍湖》的資料（繁體中文）
- 豆瓣电影上《大藍湖》的資料 （简体中文）
- 时光网上《大藍湖》的資料（简体中文）
- AllMovie上《大藍湖》的资料（英文）
- 爛番茄上《大藍湖》的資料（英文）
- 香港影庫上《大藍湖》的資料（繁體中文）
- 互联网电影数据库（IMDb）上《大藍湖》的资料（英文）